# Západní Nová Guinea
Západní Nová Guinea (dříve Irian Jaya či Západní Irian) je západní část ostrova Nová Guinea spravovaná Indonésií.
Přičlenění západní Nové Guineje k Indonésii je sporně vnímáno domorodci a mnoha nevládními organizacemi, jako je Hnutí svobodné Papuy, nebo Mezinárodním parlamentem Západní Papuy, jehož poslanci jsou také občané Velké Británie, České republiky, Nového Zélandu, Austrálie nebo Spojených států.[zdroj?] Odpůrci přičlenění oblasti k Indonésii užívají název Západní Papua.
Od roku 2022 je rozdělena do provincií Papua, Horská Papua, Střední Papua, Jižní Papua, Jihozápadní Papua a Západní Papua. Plán indonéské vlády původně počítal s rozdělením na 3 provincie, tomu však zabránila silná opozice a nejasnosti ohledně legality rozdělení původní provincie. Sousedním suverénním státem je Papua Nová Guinea.

## Historie
Od 1828/1848 součást Nizozemské východní Indie.[ujasnit]
Roku 1945 získala nizozemská kolonie Indonésie samostatnost s výjimkou Západní Papuy, která zůstala v nizozemských rukou. V roce 1952 uznalo Nizozemsko právo Papuánců na sebeurčení a připravilo Západní Papuu na nezávislost. V květnu 1961 byla zvolena Rada Nové Guineje, první papuánský parlament, který měl za úkol zajistit úplnou nezávislost do roku 1971. Indonésie však hodlala získat Západní Papuu diplomatickou i vojenskou cestou. Dne 18. prosince 1961 byli indonéští parašutisté vysazeni v Západní Papui. Spojené státy americké, ze strachu že se Indonésie stane komunistickou zemí, přiměly Nizozemsko k tomu, aby vydalo Západní Papuu Indonésii.
Dne 21. září 1962 ratifikovala OSN dohodu mezi Nizozemskem a Indonésií (New York Agreement), ve které bylo mimo jiné dohodnuto:
- Nizozemsko předá správu nad Západní Papuou do rukou UNTEA (United Nations Temporary Executive Authority) 1.10.1962
- UNTEA předá správu nad Západní Papuou do rukou Indonésie 1.5.1963
- Do konce roku 1969 Indonésie zorganizuje referendum, ve kterém se všichni dospělí obyvatelé Západní Papuy budou moci rozhodnout pro samostatnost, nebo pro existenci v rámci Indonésie.

1969 Indonésie zorganizovala „Akt svobodné volby“ (Parapura Act, Act of free choice) ve kterém asi 1054 obyvatel Západní Papuy (po zastrašování[zdroj?] či úplatcích)[zdroj?] volilo pro existenci Západní Papuy v rámci Indonésie.
Počet obětí genocidy organizované Indonéskou vládou na Papuánském obyvatelstvu (asi 1.3 milionu obyvatel) se odhaduje na 100.000 - 150.000.[zdroj?] V rámci Indonéského přesídlovacího programu (a taky ilegálně) bylo do Západní Papuy přestěhováno zhruba 1.2 milionu většinou muslimských obyvatel Jávy a Sumatry. Původní obyvatelstvo (většinou animistické a křesťanské) je marginalizováno.
Jakarta anektovala Papuu po sporném a zřejmě zmanipulovaném referendu v roce 1969. Od té doby tam udržuje silné vojenské a policejní síly, které snadno potlačují slabě vyzbrojené separatisty. Situace tam připomíná Východní Timor. Zakázaný symbol separatistů, tzv. Papuánská ranní hvězda.
V roce 2000 Papua získala zákonem „Speciální autonomii“. Tento pokus o řešení situace však selhal. Zákon nebyl dostatečně implementován ve prospěch domorodého obyvatelstva.
V roce 2003 byla přes protesty domorodého obyvatelstva a přes „Zákon o speciální autonomii“ provincie Západní Papua rozdělena na dvě části.